# Geshe Michael
Michael Roach (né en 1952 à Los Angeles, Californie, aux États-Unis) est un enseignant américain du Bouddhisme Tibétain ordonné dans l'école Gelugpa. Il fut le premier occidental à obtenir le grade de Géshé au Monastère de Séra en Inde après 22 années de formation à temps partiel en Inde et à l'extérieur.
Il est érudit en Tibétain, Sanskrit, et Russe,,,. 
Il est actuellement le directeur spirituel de l'université de la Montagne de Diamant (en anglais : Diamond Mountain University ) à Bowie en Arizona,États-Unis. 
Il a fondé cette université en 2004.

## Bibliographie

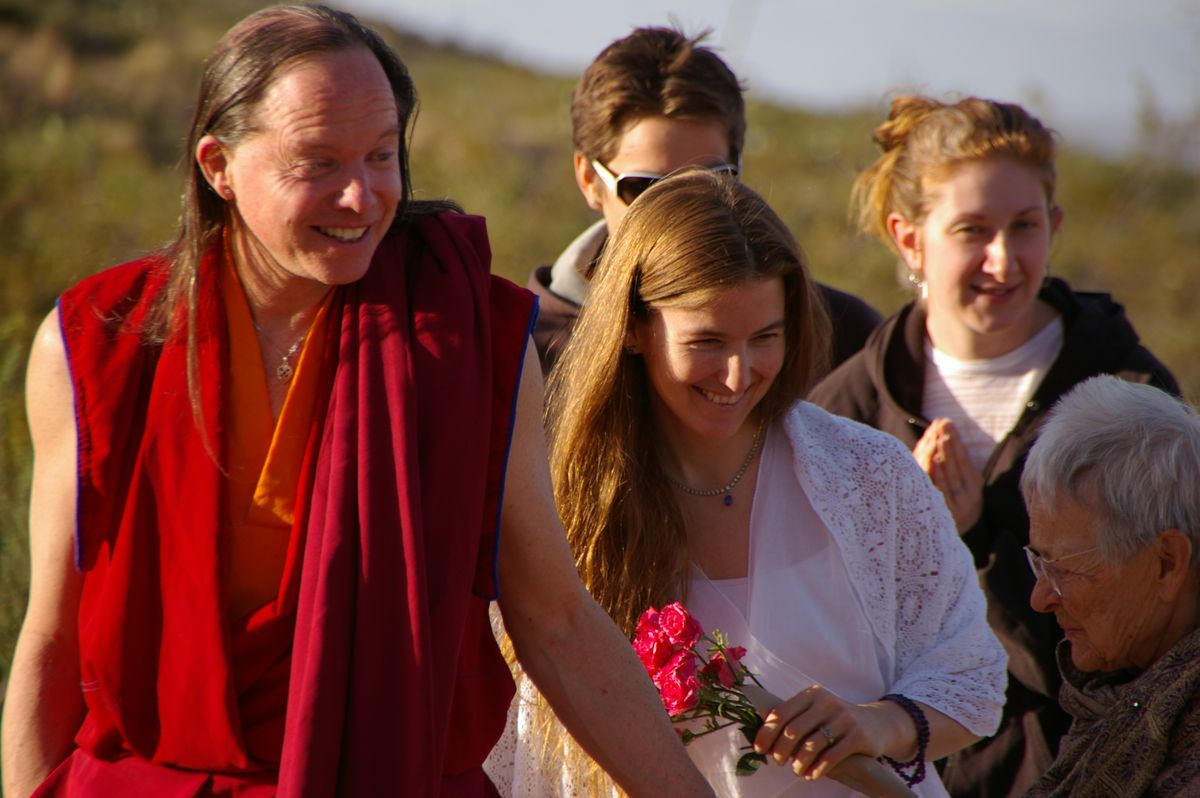
Geshe Michael Roach et Christie McNally